# Huechaseca
| bandera = Bandera de Ainzón.svg
Huechaseca es un despoblado situado en el término municipal de Ainzón (provincia de Zaragoza, Aragón, España).

## Descripción
En la actualidad quedan en pie el palacio del señor, seis casas de labranza, la iglesia de San José (de 1792), una fábrica de aceite (de 1841) y algunas caballerizas y corrales.

## Demografía
| 1900 | 1910 | 1920 | 1930 | 1940 | 1950 | 1960 | 1970 | 1981 | 1991 | 2001 | 2004 |
| ---- | ---- | ---- | ---- | ---- | ---- | ---- | ---- | ---- | ---- | ---- | ---- |
| 16   | 28   | 8    | 0    | 11   | 17   | 14   | -    | -    | -    | -    | -    |

## Historia
Fue fundado en 1792 por José Pérez, vecino de Ainzón. Aparece descrito en el noveno volumen del Diccionario geográfico-estadístico-histórico de España y sus posesiones de Ultramar de Pascual Madoz de la siguiente manera

Huechaseca: l. considerado como barrio de Ainzon en la prov., aud. ter., c. g. y dióc. de Zaragoza (11), part. jud. de Borja 1 1/3. sit. en una pequeña altura, á la der. del r. Huecha ; se halla poco defendido de los vientos. Su clima es saludable. Tiene sobre 16 casas, entre las que sobresale la del Sr. territorial ; igl. parr. (San José), fundada en 1792, servida por 1 cura de presentación particular, y 1 cementerio fuera del pueblo. Los vec. se surten de las asnas que bajan en las avenidas de un barranco llamado do Val de Perillo. Carece de term. jurisd. propio por corresponder al general de Ainzon, á cuya v. está unido; sin embargo, el que pertenece al Sr. del pueblo, y cultivan sus moradores se estenderá sobre 1/2 leg.. y confina por N. y O. con el de Ainzon; S. Fuende Jalón, y E. Burela. En su radio se encuentran dos grandes estanques, en los que se recogen algunas aguas para riegos, abrevar y lavar. El terreno es bastante llano y de mediana calidad: se cultivan sobre 400 yugadas. Los caminos son locales y regulares. El correo se recibe en Ainzon. Prod. toda clase de granos, abundante vino, algún aceite, legumbres y pocas verduras; mantiene sobre 400 cab. de ganado lanar , y hay caza de conejos, liebres y perdices, ind.: la agrícola y 1 molino de aceite construido en 1841. Pob.: 16 vec, 75 alm. Riqueza y contr.: con Ainzon (V.) El fundador de Huechaseca fué D. José Peres, vec. de Ainzon, quien mediante cédula real obtuvo privilegio para hacer monte redondo y acotar una grande porción de tierra del monte propio de Ainzon, y en virtud de ella fundó el I. En el dia pertenece á D. Juan Antonio Milagro , nieto de aquel
(Madoz, 1849, p. 257)

La amistad personal de este último propietario, el militar y político Juan Antonio Milagro y Milagro, con Espartero llevó a que el general y primer ministro visitara Huechaseca en  de camino a Madrid antes de tomar posesión del gobierno durante el Bienio Progresista.
En el siglo XVIII pasó a manos de los Marqueses de Ayerbe que lo vendieron en 1940 a un empresario andaluz.[cita requerida] A comienzos de los años 50 lo compró el empresario textil nacido en Ainzón, Rosendo Mañas y, posteriormente, pasó a manos de su hijo Antonio . A finales de los años 1980 pasó a la familia Bordejé, propietarios de la marca de vinos Bordejé.